# توماس تشايلدز
توماس تشايلدز (بالإنجليزية: Thomas Childs)‏ ، من مواليد 16 مارس 1796م، وتوفي بتاريخ 8 أكتوبر سنة 1853م، وهو عسكري أمريكي قاد حرب الولايات المتحدة ضد القوات المكسيكية خلال الحرب المكسيكية الأمريكية.